# L'intruso (film 2019)
L'intruso (The Intruder) è un film del 2019 diretto da Deon Taylor.

## Trama
Scott e Annie Howard acquistano una  casa della Napa Valley chiamata "Foxglove" dal suo precedente proprietario, Charlie Peck. Charlie spiega che sua moglie Ellen è morta di cancro due anni prima e presto si trasferirà in Florida per vivere con sua figlia Cassidy.
Scott è immediatamente irritato da Charlie che sembra eccessivamente amichevole con Annie e continua a passare da loro senza preavviso. Scott e Annie invitano il loro amico Mike e sua moglie a passare la notte da loro per festeggiare l'acquisto della nuova casa. Quando Mike esce per una sigaretta, sente di essere osservato. La mattina seguente, nota sul sedile della sua auto di lusso una bruciatura di sigaretta che prima non c'era. Charlie continua a presentarsi senza invito; spiega che non si sta ancora trasferendo in Florida e alloggia al Royal Hotel in città. Le tensioni tra Scott e Annie aumentano a causa della freddezza di Scott nei confronti di Charlie, e viene anche rivelato che, prima di sposarsi, l'aveva tradita con una collega.
Quando un vicino dice a Scott che la moglie di Charlie si è uccisa con uno dei fucili da caccia di Charlie, Scott chiede a Mike di indagare su di lui. Nel frattempo, Charlie ha sviluppato un'ossessione per Annie e inizia a farle visita a casa quando Scott non c'è. Una mattina, mentre Scott sta facendo jogging, un camion, che si scopre essere guidato da Charlie, lo investe. Mike scopre che Charlie si era indebitato e stava affrontando problemi legali e quindi è stato costretto a vendere la casa a Scott e Annie. Mentre Scott è in ospedale, Charlie si presenta a casa, Annie scioccamente lo fa entrare e insieme cenano. Mike va a controllare e si confronta con Charlie, che dichiara di avere la possibilità di recuperare tutto ciò che ha perso e di doversi sbarazzare di Scott. Charlie poi uccide Mike con un'ascia.
La mattina dopo, Scott contatta Cassidy, che ha cambiato nome, ma lei riaggancia quando Scott menziona suo padre. Scott scopre anche che Charlie non ha mai soggiornato al Royal. Charlie appare in casa e dichiara appassionatamente i suoi sentimenti per Annie. Lei afferma di sentirsi male e con calma chiede a Charlie di andarsene, cosa che lui fa. Annie poi sale al piano di sopra e trova una porta nascosta dietro l'armadio della biancheria, che conduce alla cantina sotterranea di Charlie, dove ha vissuto tutto il tempo da quando ha venduto la casa. Nel frattempo, Scott sta tornando a casa e riceve una chiamata da Cassidy che spiega che Charlie è un bugiardo patologico che ha ucciso sua madre dopo che aveva minacciato il divorzio.
Tornato a casa, Charlie scopre che Annie ha trovato la sua cantina e la colpisce facendole perdere i sensi. Quando Scott torna a casa, Charlie gli tende un'imboscata e lo getta dalla balconata, tornando poi ad occuparsi di Annie, ma Scott riappare. I due uomini lottano e Annie pugnala Charlie alla schiena. Charlie barcolla verso la cantina, dove recupera un fucile. 
Scott e Annie si nascondono dietro la porta della camera da letto mentre Charlie li cerca. Quando Charlie entra nella stanza, Scott lo colpisce alla testa con una mazza da baseball e afferra il fucile. Sdraiato sul pavimento sanguinante, Charlie schernisce Scott dicendogli che non avrebbe mai osato sparargli. Annie chiama il 911 e informa l’operatore che suo marito ha appena sparato a un intruso. Inorridito, Charlie urla: "Non meriti Foxglove!" Scott risponde: "Vai all'inferno" e spara a Charlie, uccidendolo.

## Distribuzione
Il film è stato distribuito nelle sale cinematografiche statunitensi il 03 maggio 2019.